# Гродзічно (гміна)
Гмі́на Гродзі́чно (пол. Gmina Grodziczno) — сільська гміна у північній Польщі. Належить до Новомейського повіту Вармінсько-Мазурського воєводства.
Станом на 31 грудня 2011 у гміні проживало 6392 особи.

## Територія
Згідно з даними за 2007 рік площа гміни становила 154.27 км², у тому числі:
- орні землі: 75.00%
- ліси: 14.00%

Таким чином, площа гміни становить 22.20% площі повіту.

## Населення
Станом на 31 грудня 2011:
| Опис     | Загалом | Загалом | Чоловіки | Чоловіки | Жінки | Жінки |
| -------- | ------- | ------- | -------- | -------- | ----- | ----- |
| одиниця  | осіб    | %       | осіб     | %        | осіб  | %     |
| все      | 6392    | 100     | 3225     | 50.45    | 3167  | 49.55 |
| міське   | 0       | 100     | 0        |          | 0     |       |
| сільське | 6392    | 100     | 3225     | 50.45    | 3167  | 49.55 |

## Сусідні гміни
Гміна Гродзічно межує з такими гмінами: Бжозе, Кужентник, Лідзбарк, Любава, Нове-Място-Любавське.